# آمل لاریو
آمل الیزا لاریو (متولد ۸ مارس ۱۹۷۳) یک خواننده، ترانه‌سرا، نوازنده و نوازنده کیبورد آمریکایی است. لاریو در اواسط دهه ۱۹۹۰ به عنوان یکی از اعضای مؤسس گروه دوتایی نظریه شیار به همراه برایس ویلسون به شهرت رسید.
او اولین آلبوم انفرادی خود را با نام امکانات بی‌نهایت در سال بعد در اپیک رکوردز منتشر کرد. لاریو در ۸ مارس ۱۹۷۳ در شهر نیویورک آمل الیزا استول به دنیا آمد.

## آهنگ‌شناسی

### آلبوم‌های استودیویی
| عنوان                                                                     | جزئیات آلبوم                                                                     | موقعیت‌های بالای نمودار | موقعیت‌های بالای نمودار        | موقعیت‌های بالای نمودار | موقعیت‌های بالای نمودار | موقعیت‌های بالای نمودار |
| عنوان                                                                     | جزئیات آلبوم                                                                     | ایالات متحده           | آلبوم‌های برتر آراندبی/هیپ-هاپ | R&B ایالات متحده       | آمریکا هند             | جاز آمریکا             |
| ------------------------------------------------------------------------- | -------------------------------------------------------------------------------- | ---------------------- | ----------------------------- | ---------------------- | ---------------------- | ---------------------- |
| امکانات بی‌نهایت                                                           | - منتشر شد: ۱۵ فوریه ۲۰۰۰ - برچسب: ۵۵۰ ایپیک حماسی - فرمت: LP CD، دانلود دیجیتال | ۷۹                     | ۲۱                            | -بله.                  | -بله.                  | -بله.                  |
| "برفورد"                                                                  | - منتشر شد: ۲۰ ژانویه ۲۰۰۴ - برچسب: زندگی خوش - فرمت: سی دی، دانلود دیجیتال      | ۱۶۶                    | ۲۸                            | -بله.                  | ۵                      | -بله.                  |
| صبح                                                                       | - منتشر شده: ۲۵ آوریل ۲۰۰۶ - برچسب: زندگی خوش - فرمت: سی دی، دانلود دیجیتال      | ۷۴                     | ۸                             | -بله.                  | ۵                      | -بله.                  |
| معیارهای زیبا                                                             | - منتشر شده: ۲۲ مه ۲۰۰۷ - برچسب: زندگی خوش - فرمت: سی دی، دانلود دیجیتال         | ۱۹۵                    | ۳۲                            | -بله.                  | ۲۲                     | ۳                      |
| آیس کریم هر روز                                                           | - منتشر شده: ۲۲ اکتبر ۲۰۱۳ - برچسب: زندگی خوش - فرمت: سی دی، دانلود دیجیتال      | -بله.                  | ۴۳                            | ۲۰                     | -بله.                  | -بله.                  |
| " - " به یک ضبط اشاره دارد که در این منطقه قرار نگرفته یا منتشر نشده است. |                                                                                  |                        |                               |                        |                        |                        |

### تک آهنگها
| عنوان                                                                      | سال  | موقعیت‌های بالای نمودار | موقعیت‌های بالای نمودار       | موقعیت‌های بالای نمودار     | آلبوم           |
| عنوان                                                                      | سال  | ایالات متحده           | ترانه‌های داغ آراندبی/هیپ-هاپ | ترانه‌های آراندبی بزرگسالان | آلبوم           |
| -------------------------------------------------------------------------- | ---- | ---------------------- | ---------------------------- | -------------------------- | --------------- |
| "تو می ریز" (سویت بیک با امل لارریو) (مثل "آمل لاریو"                      | ۱۹۹۶ | -بله.                  | ۴۲                           | ۲۰                         | سوئیت باک       |
| "باید بریم"                                                                | ۱۹۹۹ | ۹۷                     | ۳۷                           | ۱۰                         | امکانات بی‌نهایت |
| "بسیاری شیرین"                                                             | ۲۰۰۰ | -بله.                  | ۸۱                           | ۳۰                         | امکانات بی‌نهایت |
| "من"                                                                       | ۲۰۰۰ | -بله.                  | -بله.                        | -بله.                      | امکانات بی‌نهایت |
| "من را کامل ساز"                                                           | ۲۰۰۰ | -بله.                  | -بله.                        | -بله.                      | امکانات بی‌نهایت |
| "حالا بهتر می دانی" (موندو گروسو با آمل لارریو) (موندو گروسو با امل لاریو) | ۲۰۰۰ | -بله.                  | -بله.                        | -بله.                      | MG4             |
| "در واقع"                                                                  | ۲۰۰۴ | -بله.                  | ۴۵                           | ۲۲                         | "برفورد"        |
| " خسته "                                                                   | ۲۰۰۶ | -بله.                  | -بله.                        | ۲۹                         | صبح             |
| "اگه من زنگ بودم"                                                          | ۲۰۰۷ | -بله.                  | -بله.                        | -بله.                      | معیارهای زیبا   |
| "برخش نارنجی"                                                              | ۲۰۰۹ | -بله.                  | -بله.                        | -بله.                      | آیس کریم هر روز |
| "من را رها نکن"                                                            | ۲۰۰۹ | -بله.                  | -بله.                        | -بله.                      | آیس کریم هر روز |
| "ترس"                                                                      | ۲۰۱۳ | -بله.                  | -بله.                        | ۱۳                         | آیس کریم هر روز |
| " - " به یک ضبط اشاره دارد که در این منطقه قرار نگرفته یا منتشر نشده است.  |      |                        |                              |                            |                 |